# Argyreus tigris
Argyreus tigris är en fjärilsart som beskrevs av Jung 1792. Argyreus tigris ingår i släktet Argyreus och familjen praktfjärilar. Inga underarter finns listade i Catalogue of Life.